# Jan Hemmerling
Jan Hemmerling (ur. 27 października 1907 we Lwowie,  zm. 1968 w Batman, Australia) – polski hokeista, reprezentant Polski.
Zawodnik występujący na pozycji napastnika. Reprezentował barwy Lwowskiego Towarzystwa Łyżwiarskiego (1926-1928) i Pogoni Lwów (1929-1935). 
Wziął udział w turnieju o mistrzostwo Europy (1929) i mistrzostwo świata (1931).
Uczestnik kampanii wrześniowej w 1939 roku.